# 24-Stunden-Rennen von Barcelona
Das 24-Stunden-Rennen von Barcelona ist eine Motorsportveranstaltung auf dem Circuit de Catalunya in Spanien für Sportwagen und im Rahmen der 24h-series ausgetragen.
Die Länge einer Runde beträgt 4,655 km.

## Klasseneinteilung
Das Fahrzeugfeld wird in vier Klassen unterteilt, die wiederum nach Hubraum in Unterklassen unterteilt werden:

Benzinfahrzeuge:
- Klasse A1:  bis 1,6 L Hubraum
- Klasse A2:  von 1,6 L bis 2,0 L Hubraum oder bis 1,6 L mit Turbo
- Klasse A3T: von 1,6 L bis 2,0 L mit Turbo
- Klasse A4:  von 2,0 L bis 3,0 L Hubraum
- Klasse A5:  von 3,0 L bis 3,5 L Hubraum

Dieselfahrzeuge:
- Klasse D1:  bis 2,0 L Hubraum
- Klasse D2:  von 2,0 L bis 3,0 L Hubraum

GT-Fahrzeuge:
- Klasse 996: Porsche 996 Cup
- Klasse 997: Porsche 997 Cup (2007 bis 2013 & Cup S)
- Klasse A6: GT3-Fahrzeuge

Spezialfahrzeuge:
- Klasse SP2: Autos, die in keine andere Klasse passen
- Klasse SP3: GT4-Fahrzeuge
- Klasse SP4: Elektro- und Hybridfahrzeuge

Da es in diesem Rennen die Balance of Performance gibt, gilt für jedes Fahrzeug ein anderes Mindestgewicht und eine andere maximale Tankmenge pro Boxenstopp.

## Live-Übertragung
Der Motorsport-Fernsehsender MotorsTV (nur über bestimmte Kabelanbieter verfügbar) überträgt in Deutsch Teile des Rennens.

## Termine des Rennens
- 24./25. September 2011
- 8./9.  September 2012
- 7./8.  September 2013

## Gesamtsieger
| Jahr | Team                        | Gesamtsieger                                                       | Fahrzeug                    | Distanz |
| ---- | --------------------------- | ------------------------------------------------------------------ | --------------------------- | ------- |
| 2011 | Schubert Motorsport         | Edward Sandström Michael Outzen Peter Posavac Lars Stugemo         | BMW Z4 GT3                  | 3114 km |
| 2012 | Lapidus Racing              | Tim Mullen Phil Quaife Klaas Hummel Adam Christodoulou             | McLaren MP4-12 GT3          | 2979 km |
| 2013 | Hofor Racing                | Kenneth Heyer Michael Kroll Roland Eggimann Christiaan Frankenhout | Mercedes-Benz SLS AMG GT3   |         |
| 2014 | Scuderia Praha              | Jiri Písarík Jaromír Jiřík Matteo Malucelli Peter Kox              | Ferrari 458 Italia GT3      | 4655 km |
| 2015 | HB Racing                   | Bernd Schneider Carsten Tilkee Harald Proczyk Sean Johnston        | Mercedes-Benz SLS AMG GT3   |         |
| 2016 | Precote Herberth Motorsport | Ralf Bohn Robert Renauer Alfred Renauer Daniel Allemann            | Porsche 911 GT3 R (Typ 991) |         |